# Mawatari Junki
Junki Mawatari (sinh ngày 3 tháng 10 năm 1996) là một cầu thủ bóng đá người Nhật Bản.

## Sự nghiệp câu lạc bộ
Junki Mawatari đã từng chơi cho Kataller Toyama.